# Дзафред, Марио
Ма́рио Дза́фред (итал. Mario Zafred; 21 февраля 1922, Триест, Фриули-Венеция-Джулия, Италия — 22 мая 1987, Рим, Лацио, Италия) — итальянский композитор, дирижёр, музыкальный критик и педагог.

## Биография
В 1944 году окончил Римскую музыкальную академию Санта-Чечилия у Джан Франческо Малипьеро и Ильдебрандо Пиццети (композиция). В 1947 году он переехал в Париж, где продолжил изучать композицию в течение двух лет. В 1949—1956 годы печатался в газете «L’Unità» и в 1956—1963 годы — в «La Ciustizia». В 1966—1968 годах возглавлял театр Верди в Триесте. В 1968—1974 годах — Римский оперный театр. В 1973—1983 годах — президент Национальной академии Санта Чечилия. Писал музыку для кино.

## Сочинения
- опера «Гамлет» / Amleto (по Уильяму Шекспиру, 1961, Рим)
- опера «Валленштейн» / Wallenstein (по Фридриху Шиллеру, 1965, Рим)
- опера «Кин» / Kean (по Александру Дюма-отцу, 1981, Рим)
- вокально-симфоническая сюита «Когда я хожу по свежескошенной траве» для чтеца, хора и оркестра / Come se camminassi sullerba tagliata di tresco (на стихи Стефано Терры[итал.], 1949)
- симфония № 1 (1943)
- симфония № 2 (1944)
- симфония № 3 Canto del Carso (1949)
- симфония № 4 «В Сопротивлении» / In onore della Resistenza (1950)
- симфония № 5 «Луга и леса весною» / Prati e boschi della primavera (1954)
- симфония № 6 (1958)
- симфония № 7 (1969)
- концертная симфония «Песня мира» для альта с оркестром / Canto della pace (1951)
- симфониетта для малого оркестра (1953)
- концерт для фортепьяно с оркестром (1951)
- Лирический концерт для скрипки с оркестром (1952)
- концерт для арфы с оркестром (1955)
- концерт для альта с оркестром (1956)
- трио (скрипка, виолончель и фортепьяно, 1953)

## Награды
- 1956 — Большая итальянская премии Марцотто
- 1959 — премия Сибелиуса
- 1963 — премия города Тревизо